# 89
89 (LXXXIX) var ett normalår som började en torsdag i den julianska kalendern.

## Händelser

### Okänt datum
- Plinius d.y. blir urbanquaestor (till 90).
- Domitianus besegras i ett fälttåg norr om Donau, där han kämpar mot Decebalus, markomannerna och quaderna.
- Domitianus slår ner ett uppror i Germania Superior, lett av Lucius Antonius Saturninus. Efter upproret beslutar sig Domitianus för att permanent hålla legionerna inkvarterade i olika läger. Därigenom förlorar romarna den lättrörlighet och flexibilitet som Augustus införde.
- Domitianus terroriserar den romerska aristokratin, genom att låta avrätta ett antal av des medlemmar för förräderi. Han konfiskerar deras egendom och pengar, vilket ger honom möjlighet att betala sina ständigt stigande räkningar. Filosofers, judar och kristna råkar ut för samma öde.
- Legionen XIII Gemina överflyttas till Dakien, för att hjälpa till i kriget mot Decebalus, som dock tar slut senast detta år (eller 88).
- Romarna grundar staden Aquincum (nuvarande Budapest).
- Polykarpus efterträds som patriark av Konstantinopel av Plutarkos.
- I Syrien eller Fenicien publiceras Matteusevangeliet av en konverterad jude.
- Den kinesiska Handynastins Yongyuan-era inleds.